# Carex sohachii
Carex sohachii är en halvgräsart som beskrevs av Jisaburo Ohwi. Carex sohachii ingår i släktet starrar, och familjen halvgräs. Inga underarter finns listade i Catalogue of Life.